# Aubière
Aubière é uma comuna francesa, fazendo parte da cidade de Clermont-Ferrand, na região administrativa de Auvérnia-Ródano-Alpes, no departamento Puy-de-Dôme. Estende-se por uma área de 7,65 km². Em 2010 a comuna tinha 10 897 habitantes (densidade: 1 424,4 hab./km²).190 hab/km².